# Dianemobius
Dianemobius (лат.) — род сверчков из подсемейства Nemobiinae, входящего в семейство Trigonidiidae. Распространены в Азии. В России, например, вид Dianemobius fascipes зарегистрирован в Тигирекском заповеднике.

## Описание
Тело коренастое. Голова на сплюснутая. Простые глазки хорошо развиты. Длина переднеспинки составляет 1,4—1,7 её ширины. Голени задних ног с тремя шипами снаружи и 3—4 шипами изнутри.

## Виды
По данным базы данных Orthoptera Species File database в род входят следующие виды насекомых:
- Dianemobius chibae (Shiraki, 1911)
- Dianemobius chinensis Gorochov, 1984
- Dianemobius csikii (Bolívar, 1901) — Сверкун Чики
- Dianemobius fascipes (Walker, 1869)
- Dianemobius furumagiensis (Ohmachi & Furukawa, 1929) — Белокрылый сверкун
- Dianemobius jucundus Liu & Yang, 1998
- Dianemobius kimurae (Shiraki, 1911)
- Dianemobius protransversus Liu & Yang, 1998
- Dianemobius timphus Ingrisch, 2001
- Dianemobius wulaius Liu & Yang, 1998
- Dianemobius zhengi Chen, 1994